# Guilers
Guilers (bret. Gwiler-Leon) – miejscowość i gmina we Francji, w regionie Bretania, w departamencie Finistère.
Według danych na rok 1990 gminę zamieszkiwało 6785 osób, a gęstość zaludnienia wynosiła 357 osób/km² (wśród 1269 gmin Bretanii Guilers plasuje się na 49. miejscu pod względem liczby ludności, natomiast pod względem powierzchni na miejscu 526.).